# Adam Świerzyński
Adam Świerzyński (ur. 25 stycznia 1914 w Krakowie, zm. 6 lipca 1997 w Warszawie) – polski kompozytor i pedagog muzyczny.

## Życiorys
Urodził się w rodzinie kompozytora Michała Świerzyńskiego i Marii Ludmiły z Nowaków (1882–1968). Studiował w Konserwatorium Krakowskim (1926–1931) oraz w Państwowej Wyższej Szkole Muzycznej w Poznaniu u Stanisława Wiechowicza i Zygmunta Lisieckiego (1931–1934). Od 1936 do 1939 roku studiował prawo na Uniwersytecie Warszawskim, w 1945 roku uzyskując magisterium.
W czasie okupacji niemieckiej uczęszczał na tajne komplety, był członkiem Armii Krajowej.
Po wojnie kontynuował studia muzyczne w Państwowej Wyższej Szkole Muzycznej w Warszawie (1947–1950) oraz w zakresie muzykologii u Alicji Simon na Uniwersytecie Łódzkim (1948–1950). Od 1947 do 1957 roku był wykładowcą przedmiotów muzycznych w Państwowej Średniej Szkole Muzycznej im. Fryderyka Chopina w Warszawie. Od 1952 do 1955 roku zatrudniony był jako pianista w Państwowym Przedsiębiorstwie Estradowym „Artos”. W 1956 roku pełnił funkcję prezesa Warszawskiego Towarzystwa Muzycznego. Od 1957 do 1964 roku pisał muzykę do sztuk dla teatrów lalek w Lublinie, Szczecinie, Będzinie i Warszawie.
Od 1963 roku należał do Stowarzyszenia Marynistów Polskich, Stowarzyszenia Działaczy Kultury Morskiej i Zrzeszenia Kaszubsko-Pomorskiego. Pisał utwory poświęcone tematyce kaszubskiej i morskiej. Redagował wydawnictwo nutowe „Polska Muzyka Marynistyczna”, w latach 1972–1980 organizował w Warszawie corocznie koncerty muzyki marynistycznej. W 1974 roku założył zespół kameralny Mare Nostrum. W 1981 roku został członkiem honorowym Stowarzyszenia Działaczy Kultury Morskiej.
Był trzykrotnie żonaty, jego pierwszą żoną była śpiewaczka operowa Maria Fołtyn.
Zmarł w Warszawie, pochowany na cmentarzu Powązkowskim (kwatera 101-1-24,25).

## Twórczość
W swojej twórczości czerpał z impresjonizmu i umiarkowanego modernizmu. Stosował skale modalne i własne konstrukcje tonalne celem osiągnięcia archaiczności brzmienia. W kompozycjach o tematyce marynistycznej sięgał po elementy kaszubskiego i kociewskiego folkloru muzycznego.

## Wybrane kompozycje
(na podstawie materiałów źródłowych)

### Utwory instrumentalne
- Pozdrowienie Gdyni na fortepian (1934)
- Sonata na skrzypce i fortepian (1941)
- Koncert fortepianowy (1949)
- Krakowiak na flet i fortepian (1950)
- Koncert skrzypcowy (1951)
- Koncert na flet i orkiestrę (1953)
- Uwertura na orkiestrę (1953)
- Legenda na orkiestrę (1954)
- Sonata na flet i fortepian (1954)
- Sonatina na flet i fortepian (1955)
- Etiuda na flet i fortepian (1956)
- Preludium i melodia na flet i fortepian (1957)
- Impresje na tematy Henry Moore’a na orkiestrę (1960)
- Lalki na fortepian (1960)
- 3 utwory na 2 fortepiany (1961)
- suita z baletu Bursztynowa panna na orkiestrę (1962)
- Taniec kaszubski na flet i fortepian (1965)
- suita z baletu Pieśń o tęsknocie na orkiestrę (1967)
- Rapsodia na orkiestrę (1963)
- Znad morza na orkiestrę (1967)
- Mazur na orkiestrę (1972)
- Morski wiatr na orkiestrę (1974)
- 3 tańce kaszubskie na skrzypce i fortepian (1976)
- Bitwa pod Oliwą na orkiestrę (1977)
- 2 gdańskie tańce polskie w dawnym stylu na flet i orkiestrę smyczkową (1978)
- Ave maris stella na flet, smyczki i fortepian (1979)
- Fantazja morskich fal na flet i fortepian (1980)
- Kociewianka na fortepian (1980)
- Morska panna na skrzypce i fortepian (1980)
- Ballada na klarnet i fortepian (1982)
- Fantazja kaszubska na obój i fortepian (1983)
- Impresje morskie na altówkę i fortepian (1983)
- Taniec kociewski na skrzypce i fortepian (1984)
- Romans morski na skrzypce i fortepian (1984)
- Smętek na fagot i fortepian (1984)
- Elegia na altówkę i fortepian (1985)
- Mewy na flet i fortepian (1985)
- Legenda o gdańskim młynie obój i fortepian (1987)
- Legenda gdańska na orkiestrę (1988)
- Fantazja morska na altówkę i fortepian (1988)
- Pejzaż bałtycki na klarnet i fortepian (1988)
- Rapsodia bałtycka na wiolonczelę i fortepian (1988)
- Ogród Neptuna na fagot i fortepian (1989)
- Purim Bal na flet i fortepian (1990)

### Utwory wokalne i wokalno-instrumentalne
- kantata Stare Miasto (1954)
- Kantata o Ojczyźnie (1967)
- kantata Wielka droga (1968–1973)
- kantata Usta Odry na głosy solowe, narratora, chór i zespół instrumentalny (1969)
- Morski wiatr na chór mieszany a cappella (1975)
- 5 pieśni kaszubskich na chór mieszany a cappella (1976)
- Serenada kaszubska na chór mieszany a cappella (1979)
- Tryptyk morski na chór mieszany a cappella (1971–1987)
- Nasze morze na chór mieszany a cappella (1971–1980)

### Balety
- Bursztynowa panna (1957, wyst. Poznań 1961)
- Pieśń o tęsknocie (1964, wyst. Wrocław 1965)

## Ordery i odznaczenia
- Krzyż Kawalerski Orderu Odrodzenia Polski (1982)
- Odznaka honorowa „Zasłużony Pracownik Morza” (1970)
- Odznaka „Zasłużony Działacz Kultury” (1979)
- Medal ZAiKS-u (1988)[4]
- Medal „Zasłużony dla Polskiej Marynistyki” (1980)

Źródło:.

## Nagrody
- Nagroda Ministra Obrony Narodowej (1972)
- Nagroda Ministra Kultury i Sztuki (1975)
- Nagroda Ministra Handlu Zagranicznego i Gospodarki Morskiej za całokształt twórczości marynistycznej (1978)

Źródło:.